# Lista di asteroidi (729001-730000)
Di seguito una lista di asteroidi dal numero 729001  al 730000 con data di scoperta e scopritore.

## 729001–729100
| Nome            | Designazione provvisoria | Data di scoperta  | Scopritore                   |
| --------------- | ------------------------ | ----------------- | ---------------------------- |
| 729001          | 2010 WK80                | 28 novembre 2010  | Mount Lemmon Survey          |
| 729002          | 2010 XD1                 | 5 novembre 2010   | Mount Lemmon Survey          |
| 729003          | 2010 XD7                 | 25 agosto 2000    | R. Millis, L. H. Wasserman   |
| 729004          | 2010 XL9                 | 26 gennaio 1998   | Spacewatch                   |
| 729005          | 2010 XM11                | 12 settembre 2001 | L. H. Wasserman, E. L. Ryan  |
| 729006          | 2010 XC34                | 10 settembre 2009 | ESA OGS                      |
| 729007          | 2010 XR36                | 3 dicembre 2010   | Mount Lemmon Survey          |
| 729008          | 2010 XE40                | 4 dicembre 2010   | Spacewatch                   |
| 729009          | 2010 XU52                | 14 ottobre 2010   | Mount Lemmon Survey          |
| 729010          | 2010 XH53                | 4 febbraio 2009   | Alianza S4 Obs.              |
| 729011          | 2010 XO54                | 15 settembre 2009 | Spacewatch                   |
| 729012          | 2010 XU57                | 8 dicembre 2010   | Spacewatch                   |
| 729013          | 2010 XC64                | 11 dicembre 2010  | Majdanak Obs.                |
| 729014          | 2010 XP75                | 20 luglio 2009    | S. Matičič                   |
| 729015          | 2010 XD80                | 6 dicembre 2010   | Mount Lemmon Survey          |
| 729016          | 2010 XC82                | 2 dicembre 2010   | Mount Lemmon Survey          |
| 729017          | 2010 XW83                | 2 dicembre 2010   | Mount Lemmon Survey          |
| 729018          | 2010 XX83                | 26 settembre 2009 | CSS                          |
| 729019          | 2010 XQ91                | 19 marzo 2015     | Pan-STARRS                   |
| 729020          | 2010 XQ94                | 13 marzo 2012     | Mount Lemmon Survey          |
| 729021          | 2010 XY96                | 3 dicembre 2010   | Mount Lemmon Survey          |
| 729022          | 2010 XY97                | 21 febbraio 2012  | Spacewatch                   |
| 729023          | 2010 XO98                | 1 gennaio 2012    | Mount Lemmon Survey          |
| 729024          | 2010 XT101               | 29 dicembre 2016  | C. Rinner                    |
| 729025          | 2010 XU101               | 5 dicembre 2010   | Z. Kuli                      |
| 729026          | 2010 XL102               | 13 aprile 2008    | Spacewatch                   |
| 729027          | 2010 XB108               | 24 ottobre 2013   | Mount Lemmon Survey          |
| 729028          | 2010 XK108               | 11 gennaio 2016   | Pan-STARRS                   |
| 729029          | 2010 XM109               | 3 dicembre 2010   | Mount Lemmon Survey          |
| 729030          | 2010 XG111               | 9 dicembre 2010   | Mount Lemmon Survey          |
| 729031          | 2010 XW115               | 2 dicembre 2010   | Spacewatch                   |
| 729032          | 2010 XK118               | 14 dicembre 2010  | Mount Lemmon Survey          |
| 729033          | 2010 YF                  | 25 gennaio 2002   | NEAT                         |
| 729034 Yinqiang | 2010 YQ                  | 26 dicembre 2010  | Z. Xu, X. Gao                |
| 729035          | 2010 YY                  | 13 dicembre 2010  | Spacewatch                   |
| 729036          | 2010 YW3                 | 30 dicembre 2010  | Z. Kuli, K. Sárneczky        |
| 729037          | 2010 YD6                 | 7 febbraio 2006   | Spacewatch                   |
| 729038          | 2011 AR4                 | 14 dicembre 2010  | Spacewatch                   |
| 729039          | 2011 AC5                 | 12 marzo 2008     | Mount Lemmon Survey          |
| 729040          | 2011 AU5                 | 29 febbraio 2008  | Spacewatch                   |
| 729041          | 2011 AD7                 | 13 dicembre 2010  | Spacewatch                   |
| 729042          | 2011 AW8                 | 24 ottobre 2005   | Osservatorio di Mauna Kea    |
| 729043          | 2011 AD9                 | 14 dicembre 2010  | Mount Lemmon Survey          |
| 729044          | 2011 AZ10                | 22 novembre 2006  | Spacewatch                   |
| 729045          | 2011 AV13                | 14 ottobre 2001   | SDSS Collaboration           |
| 729046          | 2011 AH14                | 8 gennaio 2011    | Mount Lemmon Survey          |
| 729047          | 2011 AL16                | 20 settembre 2003 | NEAT                         |
| 729048          | 2011 AP22                | 10 gennaio 2011   | Mount Lemmon Survey          |
| 729049          | 2011 AK24                | 9 gennaio 2011    | T. V. Kryachko, B. Satovskij |
| 729050          | 2011 AV28                | 1 ottobre 2009    | Mount Lemmon Survey          |
| 729051          | 2011 AZ30                | 12 febbraio 2004  | Spacewatch                   |
| 729052          | 2011 AA34                | 8 gennaio 2002    | SDSS Collaboration           |
| 729053          | 2011 AJ39                | 15 ottobre 2009   | CSS                          |
| 729054          | 2011 AV39                | 10 gennaio 2011   | Mount Lemmon Survey          |
| 729055          | 2011 AM41                | 10 gennaio 2011   | Mount Lemmon Survey          |
| 729056          | 2011 AR43                | 8 dicembre 2010   | Mount Lemmon Survey          |
| 729057          | 2011 AB44                | 10 gennaio 2011   | Spacewatch                   |
| 729058          | 2011 AB49                | 12 gennaio 2011   | Mount Lemmon Survey          |
| 729059          | 2011 AX52                | 11 gennaio 2011   | Spacewatch                   |
| 729060          | 2011 AY52                | 11 gennaio 2011   | Spacewatch                   |
| 729061          | 2011 AR57                | 11 gennaio 2011   | Mount Lemmon Survey          |
| 729062          | 2011 AL61                | 13 gennaio 2011   | Spacewatch                   |
| 729063          | 2011 AC62                | 1 novembre 2005   | Mount Lemmon Survey          |
| 729064          | 2011 AT62                | 13 gennaio 2011   | Spacewatch                   |
| 729065          | 2011 AM63                | 13 gennaio 2011   | CSS                          |
| 729066          | 2011 AL64                | 14 gennaio 2011   | Mount Lemmon Survey          |
| 729067          | 2011 AQ64                | 22 ottobre 2006   | Mount Lemmon Survey          |
| 729068          | 2011 AH66                | 30 gennaio 2006   | Spacewatch                   |
| 729069          | 2011 AJ66                | 31 gennaio 1995   | Spacewatch                   |
| 729070          | 2011 AP66                | 14 gennaio 2011   | Spacewatch                   |
| 729071          | 2011 AC70                | 24 settembre 2009 | Mount Lemmon Survey          |
| 729072          | 2011 AW71                | 13 novembre 2006  | CSS                          |
| 729073          | 2011 AZ74                | 9 gennaio 2011    | L. Elenin                    |
| 729074          | 2011 AF76                | 2 gennaio 2011    | Mount Lemmon Survey          |
| 729075          | 2011 AQ82                | 12 gennaio 2011   | Spacewatch                   |
| 729076          | 2011 AM83                | 11 gennaio 2011   | Mount Lemmon Survey          |
| 729077          | 2011 AO83                | 13 gennaio 2011   | Spacewatch                   |
| 729078          | 2011 AP83                | 13 gennaio 2011   | Spacewatch                   |
| 729079          | 2011 AY83                | 6 dicembre 2010   | Mount Lemmon Survey          |
| 729080          | 2011 AJ84                | 8 gennaio 2011    | Mount Lemmon Survey          |
| 729081          | 2011 AU84                | 2 gennaio 2011    | Mount Lemmon Survey          |
| 729082          | 2011 AL85                | 12 gennaio 2011   | Mount Lemmon Survey          |
| 729083          | 2011 AQ85                | 21 gennaio 2010   | WISE                         |
| 729084          | 2011 AX86                | 25 marzo 2012     | Mount Lemmon Survey          |
| 729085          | 2011 AC87                | 12 gennaio 2011   | Mount Lemmon Survey          |
| 729086          | 2011 AY88                | 28 gennaio 2007   | Mount Lemmon Survey          |
| 729087          | 2011 AL89                | 14 gennaio 2011   | Mount Lemmon Survey          |
| 729088          | 2011 AM89                | 13 luglio 2013    | Pan-STARRS                   |
| 729089          | 2011 AQ89                | 18 giugno 2013    | Pan-STARRS                   |
| 729090          | 2011 AR90                | 16 gennaio 2015   | Pan-STARRS                   |
| 729091          | 2011 AO91                | 14 gennaio 2011   | Spacewatch                   |
| 729092          | 2011 AS91                | 18 giugno 2013    | Pan-STARRS                   |
| 729093          | 2011 AT91                | 23 agosto 2014    | Pan-STARRS                   |
| 729094          | 2011 AC97                | 2 gennaio 2011    | Mount Lemmon Survey          |
| 729095          | 2011 AQ97                | 12 gennaio 2011   | Mount Lemmon Survey          |
| 729096          | 2011 AX97                | 14 gennaio 2011   | Mount Lemmon Survey          |
| 729097          | 2011 AG100               | 14 gennaio 2011   | Mount Lemmon Survey          |
| 729098          | 2011 AQ101               | 4 gennaio 2011    | Mount Lemmon Survey          |
| 729099          | 2011 AY103               | 14 gennaio 2011   | Spacewatch                   |
| 729100          | 2011 AX107               | 4 gennaio 2011    | Mount Lemmon Survey          |

## 729101–729200
| Nome   | Designazione provvisoria | Data di scoperta  | Scopritore               |
| ------ | ------------------------ | ----------------- | ------------------------ |
| 729101 | 2011 BE                  | 13 dicembre 2010  | Mount Lemmon Survey      |
| 729102 | 2011 BV                  | 25 gennaio 2007   | Spacewatch               |
| 729103 | 2011 BU4                 | 26 ottobre 2009   | Mount Lemmon Survey      |
| 729104 | 2011 BY9                 | 19 gennaio 2005   | Spacewatch               |
| 729105 | 2011 BE11                | 24 gennaio 2011   | Spacewatch               |
| 729106 | 2011 BE12                | 11 novembre 2010  | Mount Lemmon Survey      |
| 729107 | 2011 BR14                | 26 gennaio 2011   | Mount Lemmon Survey      |
| 729108 | 2011 BM16                | 22 gennaio 2010   | WISE                     |
| 729109 | 2011 BG18                | 23 agosto 2003    | NEAT                     |
| 729110 | 2011 BS19                | 8 gennaio 2011    | Mount Lemmon Survey      |
| 729111 | 2011 BB20                | 14 dicembre 2010  | Mount Lemmon Survey      |
| 729112 | 2011 BP23                | 27 gennaio 2011   | Mount Lemmon Survey      |
| 729113 | 2011 BE27                | 4 luglio 2005     | NEAT                     |
| 729114 | 2011 BL32                | 22 ottobre 2003   | SDSS Collaboration       |
| 729115 | 2011 BK35                | 14 gennaio 2011   | Spacewatch               |
| 729116 | 2011 BS36                | 28 gennaio 2011   | Mount Lemmon Survey      |
| 729117 | 2011 BV37                | 28 gennaio 2011   | Mount Lemmon Survey      |
| 729118 | 2011 BT40                | 29 gennaio 2011   | W. Bickel                |
| 729119 | 2011 BH42                | 4 marzo 2006      | Mount Lemmon Survey      |
| 729120 | 2011 BH44                | 23 ottobre 2003   | SDSS Collaboration       |
| 729121 | 2011 BY45                | 30 gennaio 2011   | Mount Lemmon Survey      |
| 729122 | 2011 BA48                | 31 gennaio 2011   | Z. Kuli, K. Sárneczky    |
| 729123 | 2011 BP48                | 31 gennaio 2011   | Z. Kuli, K. Sárneczky    |
| 729124 | 2011 BY48                | 31 gennaio 2011   | Z. Kuli, K. Sárneczky    |
| 729125 | 2011 BU49                | 31 gennaio 2011   | Z. Kuli, K. Sárneczky    |
| 729126 | 2011 BF58                | 30 gennaio 2011   | Mount Lemmon Survey      |
| 729127 | 2011 BT60                | 12 dicembre 2004  | NEAT                     |
| 729128 | 2011 BP65                | 19 settembre 2009 | Mount Lemmon Survey      |
| 729129 | 2011 BQ65                | 1 febbraio 2011   | Z. Kuli, K. Sárneczky    |
| 729130 | 2011 BY65                | 22 novembre 1996  | P. Pravec, L. Kotková    |
| 729131 | 2011 BO69                | 10 gennaio 2011   | Mount Lemmon Survey      |
| 729132 | 2011 BP73                | 4 ottobre 2002    | Spacewatch               |
| 729133 | 2011 BS79                | 29 marzo 2004     | Spacewatch               |
| 729134 | 2011 BM80                | 16 febbraio 2004  | Spacewatch               |
| 729135 | 2011 BY80                | 6 novembre 2009   | R. Ferrando, M. Ferrando |
| 729136 | 2011 BZ81                | 29 gennaio 2011   | Spacewatch               |
| 729137 | 2011 BN85                | 29 settembre 2009 | CSS                      |
| 729138 | 2011 BM87                | 11 gennaio 2011   | Spacewatch               |
| 729139 | 2011 BJ88                | 27 gennaio 2011   | Mount Lemmon Survey      |
| 729140 | 2011 BQ89                | 14 gennaio 2011   | Spacewatch               |
| 729141 | 2011 BT91                | 29 settembre 2008 | Mount Lemmon Survey      |
| 729142 | 2011 BN104               | 3 marzo 2006      | Spacewatch               |
| 729143 | 2011 BS108               | 10 febbraio 2011  | Mount Lemmon Survey      |
| 729144 | 2011 BL111               | 26 febbraio 2011  | Mount Lemmon Survey      |
| 729145 | 2011 BW111               | 12 febbraio 2011  | Mount Lemmon Survey      |
| 729146 | 2011 BX112               | 31 marzo 2011     | Pan-STARRS               |
| 729147 | 2011 BE114               | 2 ottobre 2006    | Mount Lemmon Survey      |
| 729148 | 2011 BK117               | 13 gennaio 2011   | Mount Lemmon Survey      |
| 729149 | 2011 BY117               | 25 gennaio 2011   | Mount Lemmon Survey      |
| 729150 | 2011 BA118               | 19 settembre 2008 | Spacewatch               |
| 729151 | 2011 BC122               | 30 ottobre 2009   | Mount Lemmon Survey      |
| 729152 | 2011 BD122               | 30 gennaio 2011   | Mount Lemmon Survey      |
| 729153 | 2011 BA123               | 8 febbraio 2011   | Mount Lemmon Survey      |
| 729154 | 2011 BD123               | 14 gennaio 2011   | Spacewatch               |
| 729155 | 2011 BU124               | 10 dicembre 2010  | Mount Lemmon Survey      |
| 729156 | 2011 BL125               | 6 settembre 2008  | Mount Lemmon Survey      |
| 729157 | 2011 BU125               | 27 gennaio 2011   | Mount Lemmon Survey      |
| 729158 | 2011 BB126               | 19 maggio 2005    | Mount Lemmon Survey      |
| 729159 | 2011 BF129               | 28 gennaio 2011   | Mount Lemmon Survey      |
| 729160 | 2011 BJ130               | 16 ottobre 2009   | Mount Lemmon Survey      |
| 729161 | 2011 BL130               | 28 gennaio 2011   | Mount Lemmon Survey      |
| 729162 | 2011 BK131               | 28 gennaio 2011   | Mount Lemmon Survey      |
| 729163 | 2011 BW131               | 28 gennaio 2011   | Mount Lemmon Survey      |
| 729164 | 2011 BP134               | 14 maggio 2007    | R. Holmes                |
| 729165 | 2011 BU135               | 29 gennaio 2011   | Mount Lemmon Survey      |
| 729166 | 2011 BJ137               | 8 gennaio 2011    | Mount Lemmon Survey      |
| 729167 | 2011 BO140               | 8 gennaio 2011    | Mount Lemmon Survey      |
| 729168 | 2011 BR144               | 6 novembre 2002   | LONEOS                   |
| 729169 | 2011 BT145               | 14 gennaio 2011   | Spacewatch               |
| 729170 | 2011 BL151               | 20 aprile 2007    | Spacewatch               |
| 729171 | 2011 BT154               | 27 gennaio 2011   | Mount Lemmon Survey      |
| 729172 | 2011 BM159               | 29 gennaio 2011   | Mount Lemmon Survey      |
| 729173 | 2011 BF161               | 8 gennaio 2011    | CSS                      |
| 729174 | 2011 BR163               | 27 gennaio 2011   | Pan-STARRS               |
| 729175 | 2011 BG165               | 27 gennaio 2011   | Mount Lemmon Survey      |
| 729176 | 2011 BJ165               | 22 ottobre 2009   | Mount Lemmon Survey      |
| 729177 | 2011 BK165               | 28 gennaio 2011   | Mount Lemmon Survey      |
| 729178 | 2011 BL165               | 29 gennaio 2011   | Spacewatch               |
| 729179 | 2011 BN165               | 6 marzo 2011      | Mount Lemmon Survey      |
| 729180 | 2011 BZ167               | 25 febbraio 2011  | Mount Lemmon Survey      |
| 729181 | 2011 BA168               | 15 settembre 2009 | Spacewatch               |
| 729182 | 2011 BK168               | 1 marzo 2011      | CSS                      |
| 729183 | 2011 BZ168               | 26 gennaio 2011   | Spacewatch               |
| 729184 | 2011 BA170               | 14 dicembre 2004  | Spacewatch               |
| 729185 | 2011 BH170               | 18 febbraio 2010  | WISE                     |
| 729186 | 2011 BR170               | 28 gennaio 2011   | Spacewatch               |
| 729187 | 2011 BW170               | 30 gennaio 2011   | Pan-STARRS               |
| 729188 | 2011 BM171               | 30 gennaio 2011   | Mount Lemmon Survey      |
| 729189 | 2011 BC172               | 30 luglio 2010    | WISE                     |
| 729190 | 2011 BY172               | 30 gennaio 2011   | Mount Lemmon Survey      |
| 729191 | 2011 BK173               | 2 gennaio 2016    | Mount Lemmon Survey      |
| 729192 | 2011 BS173               | 10 febbraio 2011  | Mount Lemmon Survey      |
| 729193 | 2011 BZ173               | 10 febbraio 2011  | Mount Lemmon Survey      |
| 729194 | 2011 BG175               | 5 febbraio 2011   | Pan-STARRS               |
| 729195 | 2011 BU175               | 16 gennaio 2011   | Mount Lemmon Survey      |
| 729196 | 2011 BZ175               | 24 aprile 2012    | Spacewatch               |
| 729197 | 2011 BQ177               | 27 gennaio 2010   | WISE                     |
| 729198 | 2011 BS177               | 25 novembre 2014  | Pan-STARRS               |
| 729199 | 2011 BB178               | 23 gennaio 2011   | Mount Lemmon Survey      |
| 729200 | 2011 BW178               | 28 gennaio 2011   | Mount Lemmon Survey      |

## 729201–729300
| Nome   | Designazione provvisoria | Data di scoperta  | Scopritore                          |
| ------ | ------------------------ | ----------------- | ----------------------------------- |
| 729201 | 2011 BM181               | 29 gennaio 2011   | Spacewatch                          |
| 729202 | 2011 BH182               | 1 aprile 2012     | Mount Lemmon Survey                 |
| 729203 | 2011 BP182               | 30 gennaio 2011   | Mount Lemmon Survey                 |
| 729204 | 2011 BM183               | 29 ottobre 2014   | Pan-STARRS                          |
| 729205 | 2011 BE184               | 18 dicembre 2015  | Mount Lemmon Survey                 |
| 729206 | 2011 BW184               | 19 maggio 2012    | Mount Lemmon Survey                 |
| 729207 | 2011 BP187               | 25 febbraio 2011  | Mount Lemmon Survey                 |
| 729208 | 2011 BT187               | 7 febbraio 2011   | Mount Lemmon Survey                 |
| 729209 | 2011 BY187               | 11 febbraio 2011  | Mount Lemmon Survey                 |
| 729210 | 2011 BL188               | 28 novembre 2013  | Mount Lemmon Survey                 |
| 729211 | 2011 BU190               | 29 marzo 2012     | Pan-STARRS                          |
| 729212 | 2011 BA191               | 1 febbraio 2016   | Pan-STARRS                          |
| 729213 | 2011 BE192               | 30 gennaio 2011   | Mount Lemmon Survey                 |
| 729214 | 2011 BN194               | 26 gennaio 2011   | Spacewatch                          |
| 729215 | 2011 BS196               | 26 gennaio 2011   | Mount Lemmon Survey                 |
| 729216 | 2011 BT197               | 25 gennaio 2011   | Mount Lemmon Survey                 |
| 729217 | 2011 BB198               | 28 gennaio 2011   | Mount Lemmon Survey                 |
| 729218 | 2011 BL199               | 27 gennaio 2011   | Mount Lemmon Survey                 |
| 729219 | 2011 BR202               | 30 gennaio 2011   | Pan-STARRS                          |
| 729220 | 2011 CY                  | 26 settembre 2003 | SDSS Collaboration                  |
| 729221 | 2011 CC1                 | 2 febbraio 2011   | Z. Kuli, K. Sárneczky               |
| 729222 | 2011 CY2                 | 2 febbraio 2011   | L. Bernasconi                       |
| 729223 | 2011 CO6                 | 24 ottobre 2003   | SDSS Collaboration                  |
| 729224 | 2011 CB16                | 28 settembre 2003 | SDSS Collaboration                  |
| 729225 | 2011 CC16                | 3 febbraio 2011   | G. Hug                              |
| 729226 | 2011 CF18                | 6 agosto 2002     | NEAT                                |
| 729227 | 2011 CQ19                | 27 gennaio 2011   | Spacewatch                          |
| 729228 | 2011 CD21                | 18 ottobre 2009   | Spacewatch                          |
| 729229 | 2011 CE21                | 7 febbraio 2011   | Mount Lemmon Survey                 |
| 729230 | 2011 CC23                | 27 dicembre 2006  | Mount Lemmon Survey                 |
| 729231 | 2011 CT23                | 25 settembre 2001 | LONEOS                              |
| 729232 | 2011 CF25                | 19 settembre 2003 | Spacewatch                          |
| 729233 | 2011 CW25                | 24 maggio 2001    | SDSS Collaboration                  |
| 729234 | 2011 CF26                | 29 aprile 2008    | Mount Lemmon Survey                 |
| 729235 | 2011 CD28                | 31 luglio 2008    | Spacewatch                          |
| 729236 | 2011 CM30                | 25 gennaio 2011   | Spacewatch                          |
| 729237 | 2011 CA33                | 27 gennaio 2011   | Mount Lemmon Survey                 |
| 729238 | 2011 CK34                | 29 gennaio 2011   | Spacewatch                          |
| 729239 | 2011 CQ36                | 29 gennaio 2011   | Spacewatch                          |
| 729240 | 2011 CA37                | 5 febbraio 2011   | Mount Lemmon Survey                 |
| 729241 | 2011 CR37                | 8 dicembre 2010   | Mount Lemmon Survey                 |
| 729242 | 2011 CH38                | 5 febbraio 2011   | Mount Lemmon Survey                 |
| 729243 | 2011 CK40                | 6 febbraio 2011   | CSS                                 |
| 729244 | 2011 CK43                | 25 febbraio 2006  | Spacewatch                          |
| 729245 | 2011 CV44                | 20 ottobre 2006   | Mount Lemmon Survey                 |
| 729246 | 2011 CB46                | 8 febbraio 2011   | Mount Lemmon Survey                 |
| 729247 | 2011 CS47                | 23 novembre 2006  | Spacewatch                          |
| 729248 | 2011 CT55                | 8 febbraio 2011   | Mount Lemmon Survey                 |
| 729249 | 2011 CL56                | 8 febbraio 2011   | Mount Lemmon Survey                 |
| 729250 | 2011 CX56                | 8 febbraio 2011   | Mount Lemmon Survey                 |
| 729251 | 2011 CY60                | 27 gennaio 2011   | Mount Lemmon Survey                 |
| 729252 | 2011 CL62                | 28 gennaio 2011   | Mount Lemmon Survey                 |
| 729253 | 2011 CO64                | 12 febbraio 2011  | Mount Lemmon Survey                 |
| 729254 | 2011 CY68                | 19 marzo 2004     | NEAT                                |
| 729255 | 2011 CB69                | 6 febbraio 2011   | K. Levin                            |
| 729256 | 2011 CD69                | 5 dicembre 2010   | Mount Lemmon Survey                 |
| 729257 | 2011 CR70                | 5 marzo 2002      | SDSS Collaboration                  |
| 729258 | 2011 CZ73                | 9 febbraio 2011   | Osservatorio astronomico di Maiorca |
| 729259 | 2011 CJ77                | 3 febbraio 2011   | Z. Kuli, K. Sárneczky               |
| 729260 | 2011 CF81                | 6 marzo 2011      | Mount Lemmon Survey                 |
| 729261 | 2011 CP81                | 19 novembre 2009  | Mount Lemmon Survey                 |
| 729262 | 2011 CT83                | 5 febbraio 2011   | Pan-STARRS                          |
| 729263 | 2011 CO84                | 10 febbraio 2011  | Mount Lemmon Survey                 |
| 729264 | 2011 CA85                | 11 dicembre 2010  | Mount Lemmon Survey                 |
| 729265 | 2011 CF85                | 26 febbraio 2011  | Mount Lemmon Survey                 |
| 729266 | 2011 CN90                | 10 febbraio 2011  | Mount Lemmon Survey                 |
| 729267 | 2011 CP91                | 5 ottobre 2002    | SDSS Collaboration                  |
| 729268 | 2011 CW94                | 10 febbraio 2011  | Mount Lemmon Survey                 |
| 729269 | 2011 CR96                | 5 febbraio 2011   | Mount Lemmon Survey                 |
| 729270 | 2011 CQ100               | 5 febbraio 2011   | Pan-STARRS                          |
| 729271 | 2011 CS101               | 21 settembre 2003 | NEAT                                |
| 729272 | 2011 CD102               | 5 febbraio 2011   | Pan-STARRS                          |
| 729273 | 2011 CD105               | 26 febbraio 2011  | Mount Lemmon Survey                 |
| 729274 | 2011 CE106               | 5 febbraio 2011   | Pan-STARRS                          |
| 729275 | 2011 CU109               | 5 febbraio 2011   | Pan-STARRS                          |
| 729276 | 2011 CB111               | 17 settembre 2009 | Spacewatch                          |
| 729277 | 2011 CS115               | 18 novembre 2009  | Spacewatch                          |
| 729278 | 2011 CW117               | 22 aprile 2012    | Mount Lemmon Survey                 |
| 729279 | 2011 CD118               | 25 febbraio 2007  | Mount Lemmon Survey                 |
| 729280 | 2011 CD122               | 25 gennaio 2015   | Pan-STARRS                          |
| 729281 | 2011 CK122               | 25 ottobre 2013   | Mount Lemmon Survey                 |
| 729282 | 2011 CW122               | 13 luglio 2013    | Mount Lemmon Survey                 |
| 729283 | 2011 CJ123               | 25 settembre 2014 | Spacewatch                          |
| 729284 | 2011 CL123               | 19 novembre 2009  | CSS                                 |
| 729285 | 2011 CJ125               | 12 ottobre 1998   | Spacewatch                          |
| 729286 | 2011 CQ126               | 27 febbraio 2010  | WISE                                |
| 729287 | 2011 CE127               | 7 marzo 2017      | Mount Lemmon Survey                 |
| 729288 | 2011 CK128               | 10 febbraio 2011  | Mount Lemmon Survey                 |
| 729289 | 2011 CQ128               | 7 febbraio 2011   | Mount Lemmon Survey                 |
| 729290 | 2011 CO130               | 7 febbraio 2011   | Mount Lemmon Survey                 |
| 729291 | 2011 CU130               | 12 febbraio 2011  | Mount Lemmon Survey                 |
| 729292 | 2011 CX130               | 11 febbraio 2011  | Mount Lemmon Survey                 |
| 729293 | 2011 CY130               | 13 dicembre 2015  | Pan-STARRS                          |
| 729294 | 2011 CM132               | 8 febbraio 2011   | Mount Lemmon Survey                 |
| 729295 | 2011 CQ132               | 12 febbraio 2011  | Mount Lemmon Survey                 |
| 729296 | 2011 CK134               | 25 agosto 2014    | Pan-STARRS                          |
| 729297 | 2011 CD135               | 5 febbraio 2011   | Pan-STARRS                          |
| 729298 | 2011 CU136               | 20 dicembre 2004  | Mount Lemmon Survey                 |
| 729299 | 2011 CM138               | 7 febbraio 2011   | Mount Lemmon Survey                 |
| 729300 | 2011 CO140               | 10 febbraio 2011  | Mount Lemmon Survey                 |

## 729301–729400
| Nome   | Designazione provvisoria | Data di scoperta  | Scopritore          |
| ------ | ------------------------ | ----------------- | ------------------- |
| 729301 | 2011 CT142               | 9 febbraio 2011   | Mount Lemmon Survey |
| 729302 | 2011 CO147               | 8 febbraio 2011   | Mount Lemmon Survey |
| 729303 | 2011 CO148               | 5 febbraio 2011   | Pan-STARRS          |
| 729304 | 2011 CK152               | 18 novembre 2009  | Mount Lemmon Survey |
| 729305 | 2011 DN                  | 22 febbraio 2011  | Spacewatch          |
| 729306 | 2011 DT                  | 23 febbraio 2011  | Spacewatch          |
| 729307 | 2011 DN2                 | 24 ottobre 2003   | SDSS Collaboration  |
| 729308 | 2011 DM4                 | 19 settembre 2003 | NEAT                |
| 729309 | 2011 DH5                 | 23 febbraio 2011  | L. A. Molnar        |
| 729310 | 2011 DO6                 | 25 febbraio 2011  | Spacewatch          |
| 729311 | 2011 DR14                | 8 febbraio 2011   | Mount Lemmon Survey |
| 729312 | 2011 DR15                | 25 febbraio 2011  | Mount Lemmon Survey |
| 729313 | 2011 DV16                | 24 gennaio 2007   | Mount Lemmon Survey |
| 729314 | 2011 DC19                | 26 febbraio 2011  | Mount Lemmon Survey |
| 729315 | 2011 DK20                | 2 ottobre 2009    | Mount Lemmon Survey |
| 729316 | 2011 DX20                | 15 gennaio 2011   | Mount Lemmon Survey |
| 729317 | 2011 DJ21                | 25 febbraio 2011  | Mount Lemmon Survey |
| 729318 | 2011 DC28                | 5 dicembre 2005   | Mount Lemmon Survey |
| 729319 | 2011 DL28                | 10 febbraio 2011  | Mount Lemmon Survey |
| 729320 | 2011 DU33                | 25 febbraio 2011  | Mount Lemmon Survey |
| 729321 | 2011 DB35                | 26 ottobre 2009   | Mount Lemmon Survey |
| 729322 | 2011 DJ39                | 12 marzo 2000     | Spacewatch          |
| 729323 | 2011 DU42                | 28 gennaio 2011   | Spacewatch          |
| 729324 | 2011 DQ44                | 4 settembre 2008  | Spacewatch          |
| 729325 | 2011 DU44                | 28 gennaio 2007   | Mount Lemmon Survey |
| 729326 | 2011 DS45                | 26 febbraio 2011  | Mount Lemmon Survey |
| 729327 | 2011 DM47                | 16 marzo 2007     | CSS                 |
| 729328 | 2011 DN49                | 14 aprile 2004    | Spacewatch          |
| 729329 | 2011 DJ50                | 26 ottobre 2009   | Mount Lemmon Survey |
| 729330 | 2011 DB53                | 25 febbraio 2011  | Spacewatch          |
| 729331 | 2011 DV53                | 26 gennaio 2011   | Spacewatch          |
| 729332 | 2011 DC54                | 11 febbraio 2010  | WISE                |
| 729333 | 2011 DV54                | 14 agosto 2012    | Pan-STARRS          |
| 729334 | 2011 DX54                | 16 luglio 2013    | Pan-STARRS          |
| 729335 | 2011 DH55                | 14 dicembre 2015  | Pan-STARRS          |
| 729336 | 2011 DB56                | 26 febbraio 2007  | Mount Lemmon Survey |
| 729337 | 2011 DY57                | 25 febbraio 2011  | Mount Lemmon Survey |
| 729338 | 2011 DP59                | 25 febbraio 2011  | Mount Lemmon Survey |
| 729339 | 2011 EO1                 | 28 gennaio 2011   | Mount Lemmon Survey |
| 729340 | 2011 EG2                 | 30 luglio 2008    | Mount Lemmon Survey |
| 729341 | 2011 EM4                 | 1 marzo 2011      | Spacewatch          |
| 729342 | 2011 EY4                 | 15 settembre 2009 | Spacewatch          |
| 729343 | 2011 EX8                 | 8 febbraio 2011   | Mount Lemmon Survey |
| 729344 | 2011 ET10                | 3 marzo 2011      | R. Holmes           |
| 729345 | 2011 EQ11                | 23 agosto 2003    | Cerro Tololo Obs.   |
| 729346 | 2011 EQ12                | 30 agosto 2003    | AMOS                |
| 729347 | 2011 ER19                | 28 gennaio 2011   | Spacewatch          |
| 729348 | 2011 ED20                | 7 maggio 2006     | Spacewatch          |
| 729349 | 2011 ES20                | 6 gennaio 2010    | Mount Lemmon Survey |
| 729350 | 2011 ES29                | 7 marzo 2011      | W. Bickel           |
| 729351 | 2011 EP34                | 4 marzo 2011      | Mount Lemmon Survey |
| 729352 | 2011 EU34                | 29 gennaio 2011   | Spacewatch          |
| 729353 | 2011 EC39                | 2 marzo 2011      | Spacewatch          |
| 729354 | 2011 ES42                | 5 marzo 2011      | Spacewatch          |
| 729355 | 2011 EP44                | 18 settembre 2003 | NEAT                |
| 729356 | 2011 EV46                | 16 gennaio 2005   | W. Bickel           |
| 729357 | 2011 EO56                | 12 marzo 2011     | Mount Lemmon Survey |
| 729358 | 2011 EQ56                | 12 marzo 2011     | Mount Lemmon Survey |
| 729359 | 2011 EX56                | 12 marzo 2011     | Mount Lemmon Survey |
| 729360 | 2011 EZ56                | 3 marzo 2010      | WISE                |
| 729361 | 2011 ER57                | 21 ottobre 2003   | Spacewatch          |
| 729362 | 2011 ES59                | 12 marzo 2011     | Mount Lemmon Survey |
| 729363 | 2011 EA60                | 12 marzo 2011     | Mount Lemmon Survey |
| 729364 | 2011 EK60                | 25 ottobre 2005   | Spacewatch          |
| 729365 | 2011 EP60                | 12 marzo 2011     | Mount Lemmon Survey |
| 729366 | 2011 EY61                | 12 marzo 2011     | Mount Lemmon Survey |
| 729367 | 2011 ED62                | 26 settembre 2008 | Spacewatch          |
| 729368 | 2011 EW62                | 22 ottobre 2003   | SDSS Collaboration  |
| 729369 | 2011 EL66                | 5 febbraio 2005   | NEAT                |
| 729370 | 2011 EG67                | 24 febbraio 2010  | WISE                |
| 729371 | 2011 EK69                | 9 aprile 2002     | LONEOS              |
| 729372 | 2011 EQ69                | 31 ottobre 2002   | Spacewatch          |
| 729373 | 2011 EF71                | 8 ottobre 2002    | LONEOS              |
| 729374 | 2011 EV72                | 11 marzo 2011     | Spacewatch          |
| 729375 | 2011 EJ73                | 10 marzo 2011     | Spacewatch          |
| 729376 | 2011 EQ74                | 9 marzo 2011      | K. Černis           |
| 729377 | 2011 EY76                | 9 marzo 2011      | T. Glinos           |
| 729378 | 2011 EY80                | 25 febbraio 2011  | Mount Lemmon Survey |
| 729379 | 2011 EX81                | 22 ottobre 2003   | Spacewatch          |
| 729380 | 2011 EW82                | 25 febbraio 2011  | CSS                 |
| 729381 | 2011 ER83                | 23 febbraio 2011  | Spacewatch          |
| 729382 | 2011 ED87                | 7 settembre 2008  | Mount Lemmon Survey |
| 729383 | 2011 EQ88                | 16 marzo 2005     | CSS                 |
| 729384 | 2011 EW89                | 26 aprile 2006    | Spacewatch          |
| 729385 | 2011 EL90                | 6 marzo 2011      | Mount Lemmon Survey |
| 729386 | 2011 EF92                | 26 novembre 2014  | Pan-STARRS          |
| 729387 | 2011 EG92                | 14 marzo 2011     | Mount Lemmon Survey |
| 729388 | 2011 EL92                | 18 aprile 2012    | Spacewatch          |
| 729389 | 2011 EP92                | 20 aprile 2012    | Spacewatch          |
| 729390 | 2011 ES93                | 22 gennaio 2015   | Pan-STARRS          |
| 729391 | 2011 EA94                | 30 maggio 2012    | Mount Lemmon Survey |
| 729392 | 2011 EK94                | 6 marzo 2011      | Mount Lemmon Survey |
| 729393 | 2011 EM95                | 21 maggio 2012    | Pan-STARRS          |
| 729394 | 2011 EN95                | 25 ottobre 2014   | Mount Lemmon Survey |
| 729395 | 2011 EA96                | 31 agosto 2013    | Pan-STARRS          |
| 729396 | 2011 EB96                | 3 settembre 2013  | Mount Lemmon Survey |
| 729397 | 2011 EJ96                | 9 marzo 2011      | Spacewatch          |
| 729398 | 2011 EL96                | 14 gennaio 2015   | Pan-STARRS          |
| 729399 | 2011 EX97                | 2 marzo 2011      | Spacewatch          |
| 729400 | 2011 EL98                | 17 giugno 2015    | Pan-STARRS          |

## 729401–729500
| Nome   | Designazione provvisoria | Data di scoperta  | Scopritore            |
| ------ | ------------------------ | ----------------- | --------------------- |
| 729401 | 2011 EN98                | 14 gennaio 2016   | Pan-STARRS            |
| 729402 | 2011 EP98                | 20 marzo 2017     | Pan-STARRS            |
| 729403 | 2011 ET100               | 10 marzo 2011     | Spacewatch            |
| 729404 | 2011 EC104               | 5 marzo 2011      | Mount Lemmon Survey   |
| 729405 | 2011 EQ104               | 13 marzo 2011     | Spacewatch            |
| 729406 | 2011 ET104               | 4 marzo 2011      | Mount Lemmon Survey   |
| 729407 | 2011 EQ105               | 14 marzo 2011     | Mount Lemmon Survey   |
| 729408 | 2011 EK107               | 6 marzo 2011      | Mount Lemmon Survey   |
| 729409 | 2011 EJ113               | 14 marzo 2011     | Mount Lemmon Survey   |
| 729410 | 2011 FA1                 | 25 febbraio 2011  | Mount Lemmon Survey   |
| 729411 | 2011 FU6                 | 26 marzo 2011     | Mount Lemmon Survey   |
| 729412 | 2011 FK9                 | 27 marzo 2011     | Mount Lemmon Survey   |
| 729413 | 2011 FB10                | 11 aprile 2010    | WISE                  |
| 729414 | 2011 FW15                | 2 ottobre 2003    | Spacewatch            |
| 729415 | 2011 FH16                | 18 aprile 2010    | WISE                  |
| 729416 | 2011 FB17                | 21 settembre 2008 | Spacewatch            |
| 729417 | 2011 FA21                | 23 febbraio 2011  | Spacewatch            |
| 729418 | 2011 FM26                | 30 marzo 2011     | Z. Kuli, K. Sárneczky |
| 729419 | 2011 FK29                | 30 marzo 2011     | V. Newski             |
| 729420 | 2011 FV29                | 11 marzo 2005     | Spacewatch            |
| 729421 | 2011 FD31                | 3 marzo 2000      | Spacewatch            |
| 729422 | 2011 FZ35                | 29 marzo 2011     | Mount Lemmon Survey   |
| 729423 | 2011 FL39                | 30 aprile 2006    | Spacewatch            |
| 729424 | 2011 FM41                | 21 marzo 2010     | WISE                  |
| 729425 | 2011 FN41                | 5 febbraio 2011   | Mount Lemmon Survey   |
| 729426 | 2011 FY42                | 20 dicembre 2004  | Mount Lemmon Survey   |
| 729427 | 2011 FA43                | 27 marzo 2011     | Mount Lemmon Survey   |
| 729428 | 2011 FE48                | 29 marzo 2011     | Mount Lemmon Survey   |
| 729429 | 2011 FR49                | 30 marzo 2011     | Mount Lemmon Survey   |
| 729430 | 2011 FU51                | 28 marzo 2011     | Mount Lemmon Survey   |
| 729431 | 2011 FA53                | 28 marzo 2011     | Spacewatch            |
| 729432 | 2011 FS55                | 27 gennaio 2007   | Spacewatch            |
| 729433 | 2011 FT56                | 10 marzo 2010     | WISE                  |
| 729434 | 2011 FJ57                | 19 settembre 2008 | Spacewatch            |
| 729435 | 2011 FP60                | 24 dicembre 2006  | Spacewatch            |
| 729436 | 2011 FB61                | 27 gennaio 2007   | Spacewatch            |
| 729437 | 2011 FQ61                | 30 marzo 2011     | Mount Lemmon Survey   |
| 729438 | 2011 FU64                | 23 settembre 2008 | Spacewatch            |
| 729439 | 2011 FL65                | 11 agosto 2001    | NEAT                  |
| 729440 | 2011 FD66                | 30 marzo 2011     | Mount Lemmon Survey   |
| 729441 | 2011 FH66                | 30 marzo 2011     | Mount Lemmon Survey   |
| 729442 | 2011 FC68                | 27 marzo 2011     | Mount Lemmon Survey   |
| 729443 | 2011 FF68                | 20 ottobre 2008   | Spacewatch            |
| 729444 | 2011 FX69                | 16 marzo 2007     | Mount Lemmon Survey   |
| 729445 | 2011 FT70                | 26 novembre 2009  | Mount Lemmon Survey   |
| 729446 | 2011 FC71                | 6 marzo 2011      | Mount Lemmon Survey   |
| 729447 | 2011 FG72                | 7 aprile 2002     | Cerro Tololo Obs.     |
| 729448 | 2011 FK75                | 7 settembre 2008  | Mount Lemmon Survey   |
| 729449 | 2011 FG77                | 23 gennaio 2006   | Spacewatch            |
| 729450 | 2011 FL77                | 29 marzo 2011     | Mount Lemmon Survey   |
| 729451 | 2011 FF79                | 18 aprile 2007    | Spacewatch            |
| 729452 | 2011 FQ83                | 30 marzo 2011     | Mount Lemmon Survey   |
| 729453 | 2011 FO85                | 21 novembre 2009  | Mount Lemmon Survey   |
| 729454 | 2011 FL86                | 24 ottobre 2003   | SDSS Collaboration    |
| 729455 | 2011 FX88                | 2 aprile 2011     | Mount Lemmon Survey   |
| 729456 | 2011 FJ91                | 10 marzo 2011     | Spacewatch            |
| 729457 | 2011 FS91                | 28 marzo 2011     | Mount Lemmon Survey   |
| 729458 | 2011 FQ92                | 28 marzo 2011     | Mount Lemmon Survey   |
| 729459 | 2011 FB95                | 14 marzo 2007     | Spacewatch            |
| 729460 | 2011 FU95                | 4 settembre 2008  | Spacewatch            |
| 729461 | 2011 FD97                | 28 settembre 2009 | Mount Lemmon Survey   |
| 729462 | 2011 FR97                | 13 agosto 2002    | NEAT                  |
| 729463 | 2011 FP102               | 11 febbraio 2010  | WISE                  |
| 729464 | 2011 FW102               | 27 marzo 2010     | WISE                  |
| 729465 | 2011 FA110               | 29 settembre 2008 | Mount Lemmon Survey   |
| 729466 | 2011 FV110               | 10 dicembre 2009  | Mount Lemmon Survey   |
| 729467 | 2011 FD112               | 17 ottobre 2003   | LONEOS                |
| 729468 | 2011 FE113               | 29 luglio 2008    | Spacewatch            |
| 729469 | 2011 FF113               | 26 novembre 2009  | Mount Lemmon Survey   |
| 729470 | 2011 FQ115               | 1 dicembre 2006   | Mount Lemmon Survey   |
| 729471 | 2011 FZ116               | 2 aprile 2011     | Mount Lemmon Survey   |
| 729472 | 2011 FL118               | 2 aprile 2011     | Mount Lemmon Survey   |
| 729473 | 2011 FM118               | 21 giugno 2018    | Pan-STARRS            |
| 729474 | 2011 FH119               | 6 febbraio 2016   | Pan-STARRS            |
| 729475 | 2011 FY119               | 23 settembre 2008 | Spacewatch            |
| 729476 | 2011 FJ120               | 11 marzo 2011     | Spacewatch            |
| 729477 | 2011 FH121               | 5 aprile 2011     | Mount Lemmon Survey   |
| 729478 | 2011 FY122               | 28 ottobre 2008   | Mount Lemmon Survey   |
| 729479 | 2011 FE125               | 2 aprile 2011     | Mount Lemmon Survey   |
| 729480 | 2011 FB126               | 6 aprile 2011     | Mount Lemmon Survey   |
| 729481 | 2011 FS127               | 2 marzo 2010      | WISE                  |
| 729482 | 2011 FU128               | 29 marzo 2011     | Mount Lemmon Survey   |
| 729483 | 2011 FK131               | 27 febbraio 2010  | WISE                  |
| 729484 | 2011 FO135               | 7 aprile 2006     | Spacewatch            |
| 729485 | 2011 FJ139               | 3 aprile 2011     | Tenagra II Obs.       |
| 729486 | 2011 FA140               | 24 aprile 2006    | Spacewatch            |
| 729487 | 2011 FX141               | 2 ottobre 2009    | Mount Lemmon Survey   |
| 729488 | 2011 FK144               | 5 aprile 2011     | Mount Lemmon Survey   |
| 729489 | 2011 FT144               | 25 febbraio 2011  | Spacewatch            |
| 729490 | 2011 FO145               | 30 gennaio 2011   | Spacewatch            |
| 729491 | 2011 FX145               | 29 marzo 2011     | CSS                   |
| 729492 | 2011 FF146               | 28 marzo 2011     | CSS                   |
| 729493 | 2011 FS149               | 3 marzo 2010      | WISE                  |
| 729494 | 2011 FU150               | 1 marzo 1998      | Xinglong Stn.         |
| 729495 | 2011 FL155               | 29 settembre 2008 | Mount Lemmon Survey   |
| 729496 | 2011 FR155               | 30 marzo 2011     | Mount Lemmon Survey   |
| 729497 | 2011 FK156               | 16 settembre 2003 | Spacewatch            |
| 729498 | 2011 FF157               | 19 gennaio 2015   | Pan-STARRS            |
| 729499 | 2011 FS160               | 18 ottobre 2012   | Pan-STARRS            |
| 729500 | 2011 FT160               | 1 settembre 2013  | Mount Lemmon Survey   |

## 729501–729600
| Nome   | Designazione provvisoria | Data di scoperta  | Scopritore          |
| ------ | ------------------------ | ----------------- | ------------------- |
| 729501 | 2011 FZ160               | 26 marzo 2011     | Mount Lemmon Survey |
| 729502 | 2011 FL161               | 14 settembre 2013 | Pan-STARRS          |
| 729503 | 2011 FA162               | 22 marzo 2011     | W. Bickel           |
| 729504 | 2011 FB162               | 12 agosto 2013    | Pan-STARRS          |
| 729505 | 2011 FO163               | 20 novembre 2014  | Pan-STARRS          |
| 729506 | 2011 FK164               | 25 settembre 2014 | Spacewatch          |
| 729507 | 2011 FK167               | 30 marzo 2011     | Mount Lemmon Survey |
| 729508 | 2011 FT167               | 25 marzo 2011     | Spacewatch          |
| 729509 | 2011 FZ167               | 29 marzo 2011     | Mount Lemmon Survey |
| 729510 | 2011 FE172               | 30 marzo 2011     | Mount Lemmon Survey |
| 729511 | 2011 GA2                 | 19 marzo 2010     | WISE                |
| 729512 | 2011 GN2                 | 1 aprile 2011     | Queiroz, J. D.      |
| 729513 | 2011 GN4                 | 11 marzo 2011     | Mount Lemmon Survey |
| 729514 | 2011 GB5                 | 22 aprile 2002    | NEAT                |
| 729515 | 2011 GE7                 | 15 febbraio 2007  | CSS                 |
| 729516 | 2011 GQ7                 | 2 aprile 2011     | Mount Lemmon Survey |
| 729517 | 2011 GX7                 | 18 agosto 2002    | NEAT                |
| 729518 | 2011 GY14                | 21 marzo 2010     | WISE                |
| 729519 | 2011 GR19                | 2 aprile 2011     | Mount Lemmon Survey |
| 729520 | 2011 GK20                | 2 aprile 2011     | Mount Lemmon Survey |
| 729521 | 2011 GF21                | 2 aprile 2011     | Mount Lemmon Survey |
| 729522 | 2011 GS21                | 15 settembre 2007 | Mount Lemmon Survey |
| 729523 | 2011 GX23                | 4 aprile 2011     | Mount Lemmon Survey |
| 729524 | 2011 GV24                | 8 ottobre 2008    | Mount Lemmon Survey |
| 729525 | 2011 GE25                | 20 aprile 2007    | Mount Lemmon Survey |
| 729526 | 2011 GQ28                | 24 settembre 2008 | Mount Lemmon Survey |
| 729527 | 2011 GF29                | 29 settembre 2003 | Spacewatch          |
| 729528 | 2011 GJ29                | 17 gennaio 2007   | Spacewatch          |
| 729529 | 2011 GL33                | 12 marzo 2010     | WISE                |
| 729530 | 2011 GY35                | 10 marzo 2005     | Mount Lemmon Survey |
| 729531 | 2011 GA36                | 8 ottobre 2008    | Mount Lemmon Survey |
| 729532 | 2011 GF36                | 3 aprile 2011     | Pan-STARRS          |
| 729533 | 2011 GH36                | 11 marzo 2005     | Spacewatch          |
| 729534 | 2011 GM36                | 3 aprile 2011     | Pan-STARRS          |
| 729535 | 2011 GK38                | 10 febbraio 2011  | Mount Lemmon Survey |
| 729536 | 2011 GK39                | 4 aprile 2011     | Mount Lemmon Survey |
| 729537 | 2011 GS40                | 23 gennaio 2006   | Spacewatch          |
| 729538 | 2011 GB41                | 6 gennaio 2005    | CSS                 |
| 729539 | 2011 GT42                | 4 aprile 2011     | Mount Lemmon Survey |
| 729540 | 2011 GW49                | 13 marzo 2011     | Mount Lemmon Survey |
| 729541 | 2011 GO51                | 5 aprile 2011     | Mount Lemmon Survey |
| 729542 | 2011 GZ51                | 5 aprile 2011     | Mount Lemmon Survey |
| 729543 | 2011 GC56                | 4 aprile 2011     | Mount Lemmon Survey |
| 729544 | 2011 GH56                | 8 gennaio 2010    | Mount Lemmon Survey |
| 729545 | 2011 GC61                | 6 aprile 2011     | Mount Lemmon Survey |
| 729546 | 2011 GY62                | 6 aprile 2011     | Mount Lemmon Survey |
| 729547 | 2011 GG63                | 1 aprile 2011     | Mount Lemmon Survey |
| 729548 | 2011 GT64                | 13 aprile 2011    | Pan-STARRS          |
| 729549 | 2011 GQ66                | 1 marzo 2005      | Spacewatch          |
| 729550 | 2011 GV66                | 13 aprile 2002    | NEAT                |
| 729551 | 2011 GA73                | 28 marzo 2011     | Spacewatch          |
| 729552 | 2011 GH74                | 1 marzo 2011      | Mount Lemmon Survey |
| 729553 | 2011 GK75                | 3 aprile 2010     | WISE                |
| 729554 | 2011 GO77                | 18 aprile 2010    | WISE                |
| 729555 | 2011 GO81                | 20 dicembre 2009  | Spacewatch          |
| 729556 | 2011 GB82                | 13 aprile 2011    | Pan-STARRS          |
| 729557 | 2011 GN83                | 14 aprile 2011    | Mount Lemmon Survey |
| 729558 | 2011 GU85                | 25 febbraio 2011  | Mount Lemmon Survey |
| 729559 | 2011 GM86                | 1 ottobre 2008    | Mount Lemmon Survey |
| 729560 | 2011 GA89                | 6 settembre 2008  | Mount Lemmon Survey |
| 729561 | 2011 GX90                | 5 aprile 2011     | L. Elenin           |
| 729562 | 2011 GW91                | 7 dicembre 2015   | Pan-STARRS          |
| 729563 | 2011 GB92                | 2 marzo 2010      | WISE                |
| 729564 | 2011 GM92                | 9 ottobre 2012    | Mount Lemmon Survey |
| 729565 | 2011 GO92                | 26 settembre 2016 | Pan-STARRS          |
| 729566 | 2011 GR92                | 10 aprile 2000    | Kitt Peak Obs.      |
| 729567 | 2011 GV92                | 18 gennaio 2016   | Mount Lemmon Survey |
| 729568 | 2011 GD96                | 13 aprile 2011    | Spacewatch          |
| 729569 | 2011 GE96                | 20 dicembre 2014  | Pan-STARRS          |
| 729570 | 2011 GO96                | 14 marzo 2005     | Mount Lemmon Survey |
| 729571 | 2011 GZ97                | 21 marzo 2015     | Pan-STARRS          |
| 729572 | 2011 GO98                | 21 maggio 2012    | Mount Lemmon Survey |
| 729573 | 2011 GZ99                | 2 aprile 2011     | Mount Lemmon Survey |
| 729574 | 2011 GO100               | 2 aprile 2011     | Mount Lemmon Survey |
| 729575 | 2011 GK105               | 29 marzo 2011     | Mount Lemmon Survey |
| 729576 | 2011 HU1                 | 3 marzo 2000      | SDSS Collaboration  |
| 729577 | 2011 HB9                 | 25 settembre 2008 | Mount Lemmon Survey |
| 729578 | 2011 HL9                 | 19 aprile 2007    | Mount Lemmon Survey |
| 729579 | 2011 HM15                | 21 febbraio 2007  | Mount Lemmon Survey |
| 729580 | 2011 HN16                | 27 ottobre 2008   | Spacewatch          |
| 729581 | 2011 HU16                | 29 marzo 2011     | Spacewatch          |
| 729582 | 2011 HO17                | 5 ottobre 2002    | SDSS Collaboration  |
| 729583 | 2011 HC18                | 29 marzo 2011     | Spacewatch          |
| 729584 | 2011 HA20                | 7 novembre 2008   | Mount Lemmon Survey |
| 729585 | 2011 HT20                | 27 aprile 2011    | Mount Lemmon Survey |
| 729586 | 2011 HS21                | 16 ottobre 2003   | Spacewatch          |
| 729587 | 2011 HP26                | 21 febbraio 2003  | NEAT                |
| 729588 | 2011 HZ26                | 1 novembre 2008   | Mount Lemmon Survey |
| 729589 | 2011 HU31                | 2 ottobre 2000    | Spacewatch          |
| 729590 | 2011 HH32                | 20 aprile 2010    | WISE                |
| 729591 | 2011 HY34                | 3 aprile 2005     | NEAT                |
| 729592 | 2011 HS38                | 3 novembre 2008   | Mount Lemmon Survey |
| 729593 | 2011 HB40                | 11 aprile 2011    | Mount Lemmon Survey |
| 729594 | 2011 HM41                | 12 gennaio 2010   | Mount Lemmon Survey |
| 729595 | 2011 HN42                | 12 novembre 2001  | SDSS Collaboration  |
| 729596 | 2011 HQ42                | 6 aprile 2011     | Mount Lemmon Survey |
| 729597 | 2011 HK45                | 10 ottobre 2002   | SDSS Collaboration  |
| 729598 | 2011 HR45                | 28 aprile 2011    | Spacewatch          |
| 729599 | 2011 HW49                | 7 ottobre 2008    | Mount Lemmon Survey |
| 729600 | 2011 HK51                | 13 febbraio 2004  | Spacewatch          |

## 729601–729700
| Nome   | Designazione provvisoria | Data di scoperta  | Scopritore                |
| ------ | ------------------------ | ----------------- | ------------------------- |
| 729601 | 2011 HP51                | 30 aprile 2011    | Spacewatch                |
| 729602 | 2011 HT53                | 7 aprile 2010     | Mount Lemmon Survey       |
| 729603 | 2011 HC58                | 28 aprile 2011    | Pan-STARRS                |
| 729604 | 2011 HE60                | 20 marzo 1999     | SDSS Collaboration        |
| 729605 | 2011 HE62                | 13 aprile 2010    | WISE                      |
| 729606 | 2011 HR62                | 27 maggio 2003    | LONEOS                    |
| 729607 | 2011 HK65                | 21 aprile 2011    | Pan-STARRS                |
| 729608 | 2011 HU65                | 22 aprile 2011    | Spacewatch                |
| 729609 | 2011 HB67                | 23 aprile 2011    | Spacewatch                |
| 729610 | 2011 HF68                | 27 marzo 2011     | Mount Lemmon Survey       |
| 729611 | 2011 HS77                | 24 settembre 2008 | Mount Lemmon Survey       |
| 729612 | 2011 HG79                | 26 marzo 2011     | Mount Lemmon Survey       |
| 729613 | 2011 HJ79                | 13 marzo 2011     | Spacewatch                |
| 729614 | 2011 HF85                | 23 settembre 2008 | Mount Lemmon Survey       |
| 729615 | 2011 HS88                | 27 agosto 2008    | M. Ory                    |
| 729616 | 2011 HS91                | 21 marzo 2002     | Spacewatch                |
| 729617 | 2011 HA93                | 29 marzo 2011     | Mount Lemmon Survey       |
| 729618 | 2011 HX93                | 26 aprile 2011    | Spacewatch                |
| 729619 | 2011 HE99                | 23 settembre 2008 | Mount Lemmon Survey       |
| 729620 | 2011 HR99                | 25 ottobre 2008   | Mount Lemmon Survey       |
| 729621 | 2011 HB102               | 26 aprile 2011    | Mount Lemmon Survey       |
| 729622 | 2011 HG104               | 24 aprile 2011    | Mount Lemmon Survey       |
| 729623 | 2011 HO104               | 9 gennaio 2016    | Pan-STARRS                |
| 729624 | 2011 HM105               | 28 aprile 2011    | Spacewatch                |
| 729625 | 2011 HO106               | 13 marzo 2016     | Mount Lemmon Survey       |
| 729626 | 2011 HG107               | 27 settembre 2003 | Spacewatch                |
| 729627 | 2011 HT109               | 27 aprile 2011    | Mount Lemmon Survey       |
| 729628 | 2011 HV111               | 26 aprile 2011    | Spacewatch                |
| 729629 | 2011 JA1                 | 22 agosto 1999    | CSS                       |
| 729630 | 2011 JL1                 | 3 maggio 2011     | Mount Lemmon Survey       |
| 729631 | 2011 JQ1                 | 28 marzo 2011     | Mount Lemmon Survey       |
| 729632 | 2011 JU3                 | 11 settembre 2007 | Mount Lemmon Survey       |
| 729633 | 2011 JZ6                 | 28 gennaio 2007   | Mount Lemmon Survey       |
| 729634 | 2011 JH8                 | 18 dicembre 2009  | CSS                       |
| 729635 | 2011 JR9                 | 14 aprile 2010    | WISE                      |
| 729636 | 2011 JL11                | 8 giugno 2007     | Osservatorio Jarnac       |
| 729637 | 2011 JN12                | 8 maggio 2011     | L. Elenin                 |
| 729638 | 2011 JM13                | 3 ottobre 2006    | CSS                       |
| 729639 | 2011 JM14                | 16 gennaio 2004   | NEAT                      |
| 729640 | 2011 JD18                | 12 maggio 2011    | Mount Lemmon Survey       |
| 729641 | 2011 JE18                | 1 maggio 2011     | Mount Lemmon Survey       |
| 729642 | 2011 JH18                | 3 novembre 2008   | Mount Lemmon Survey       |
| 729643 | 2011 JJ18                | 23 agosto 2007    | Spacewatch                |
| 729644 | 2011 JO19                | 25 agosto 2001    | Spacewatch                |
| 729645 | 2011 JF22                | 13 settembre 2007 | Mount Lemmon Survey       |
| 729646 | 2011 JG25                | 6 novembre 2008   | Spacewatch                |
| 729647 | 2011 JU25                | 5 ottobre 2002    | SDSS Collaboration        |
| 729648 | 2011 JD26                | 22 febbraio 2007  | Spacewatch                |
| 729649 | 2011 JL26                | 20 gennaio 2004   | LINEAR                    |
| 729650 | 2011 JP28                | 11 marzo 2011     | Spacewatch                |
| 729651 | 2011 JY29                | 27 ottobre 2008   | Spacewatch                |
| 729652 | 2011 JF36                | 7 maggio 2011     | Mount Lemmon Survey       |
| 729653 | 2011 JW37                | 8 maggio 2011     | Spacewatch                |
| 729654 | 2011 KL                  | 15 aprile 2010    | WISE                      |
| 729655 | 2011 KK5                 | 11 ottobre 2007   | Spacewatch                |
| 729656 | 2011 KS12                | 14 marzo 2011     | Mount Lemmon Survey       |
| 729657 | 2011 KX12                | 5 aprile 2010     | Mount Lemmon Survey       |
| 729658 | 2011 KX18                | 19 marzo 2010     | Mount Lemmon Survey       |
| 729659 | 2011 KD21                | 31 maggio 2011    | Mount Lemmon Survey       |
| 729660 | 2011 KE25                | 9 aprile 2003     | NEAT                      |
| 729661 | 2011 KZ27                | 18 novembre 2008  | Spacewatch                |
| 729662 | 2011 KC28                | 1 aprile 2005     | LONEOS                    |
| 729663 | 2011 KN28                | 15 marzo 2010     | CSS                       |
| 729664 | 2011 KU30                | 22 ottobre 2003   | SDSS Collaboration        |
| 729665 | 2011 KM32                | 31 maggio 2011    | Mount Lemmon Survey       |
| 729666 | 2011 KR32                | 31 maggio 2011    | Mount Lemmon Survey       |
| 729667 | 2011 KX34                | 24 maggio 2011    | Mount Lemmon Survey       |
| 729668 | 2011 KQ37                | 21 maggio 2011    | Pan-STARRS                |
| 729669 | 2011 KZ37                | 30 luglio 2001    | NEAT                      |
| 729670 | 2011 KX41                | 24 maggio 2011    | Pan-STARRS                |
| 729671 | 2011 KK45                | 22 maggio 2011    | Mount Lemmon Survey       |
| 729672 | 2011 KF47                | 31 maggio 2011    | Mount Lemmon Survey       |
| 729673 | 2011 KC50                | 17 marzo 2010     | WISE                      |
| 729674 | 2011 KP55                | 24 maggio 2011    | Pan-STARRS                |
| 729675 | 2011 KL58                | 25 maggio 2011    | Mount Lemmon Survey       |
| 729676 | 2011 LC                  | 21 maggio 2011    | Mount Lemmon Survey       |
| 729677 | 2011 LE                  | 1 novembre 2008   | Mount Lemmon Survey       |
| 729678 | 2011 LY3                 | 10 maggio 2005    | LONEOS                    |
| 729679 | 2011 LA4                 | 4 giugno 2011     | Mount Lemmon Survey       |
| 729680 | 2011 LZ5                 | 5 maggio 2011     | Mount Lemmon Survey       |
| 729681 | 2011 LV6                 | 13 gennaio 2005   | Spacewatch                |
| 729682 | 2011 LP7                 | 4 giugno 2011     | Mount Lemmon Survey       |
| 729683 | 2011 LN10                | 24 maggio 2011    | Pan-STARRS                |
| 729684 | 2011 LO11                | 3 maggio 2005     | CSS                       |
| 729685 | 2011 LT11                | 17 febbraio 2010  | Mount Lemmon Survey       |
| 729686 | 2011 LD12                | 22 ottobre 2003   | Spacewatch                |
| 729687 | 2011 LA14                | 17 novembre 2001  | LONEOS                    |
| 729688 | 2011 LQ21                | 2 giugno 2011     | Pan-STARRS                |
| 729689 | 2011 LO25                | 7 giugno 2011     | Pan-STARRS                |
| 729690 | 2011 LP25                | 7 giugno 2011     | Pan-STARRS                |
| 729691 | 2011 LN29                | 11 giugno 2011    | Mount Lemmon Survey       |
| 729692 | 2011 LL30                | 26 novembre 2014  | Pan-STARRS                |
| 729693 | 2011 LM30                | 10 giugno 2011    | Mount Lemmon Survey       |
| 729694 | 2011 LQ30                | 5 giugno 2011     | Mount Lemmon Survey       |
| 729695 | 2011 LT31                | 17 gennaio 2016   | Pan-STARRS                |
| 729696 | 2011 MU2                 | 23 agosto 2004    | Spacewatch                |
| 729697 | 2011 MB3                 | 7 ottobre 2005    | Osservatorio di Mauna Kea |
| 729698 | 2011 MA4                 | 24 gennaio 2010   | BATTeRS                   |
| 729699 | 2011 MT6                 | 28 luglio 2003    | NEAT                      |
| 729700 | 2011 MM8                 | 24 giugno 2010    | WISE                      |

## 729701–729800
| Nome   | Designazione provvisoria | Data di scoperta  | Scopritore                          |
| ------ | ------------------------ | ----------------- | ----------------------------------- |
| 729701 | 2011 MW8                 | 18 agosto 2001    | NEAT                                |
| 729702 | 2011 MK15                | 27 giugno 2011    | Mount Lemmon Survey                 |
| 729703 | 2011 NU                  | 14 aprile 2010    | Mount Lemmon Survey                 |
| 729704 | 2011 NA2                 | 9 maggio 2006     | Mount Lemmon Survey                 |
| 729705 | 2011 NA4                 | 16 giugno 2001    | Spacewatch                          |
| 729706 | 2011 NF4                 | 14 dicembre 2001  | Spacewatch                          |
| 729707 | 2011 NX6                 | 3 luglio 2011     | Mount Lemmon Survey                 |
| 729708 | 2011 OW                  | 13 febbraio 2002  | SDSS Collaboration                  |
| 729709 | 2011 OF2                 | 22 luglio 2011    | Pan-STARRS                          |
| 729710 | 2011 OG2                 | 8 ottobre 2008    | Mount Lemmon Survey                 |
| 729711 | 2011 OY5                 | 24 luglio 2011    | Pan-STARRS                          |
| 729712 | 2011 OX9                 | 12 novembre 2001  | SDSS Collaboration                  |
| 729713 | 2011 OK10                | 27 luglio 2011    | Haleakala-Faulkes                   |
| 729714 | 2011 OL12                | 24 agosto 2008    | Spacewatch                          |
| 729715 | 2011 OQ12                | 2 settembre 1995  | Spacewatch                          |
| 729716 | 2011 OU14                | 5 settembre 2007  | CSS                                 |
| 729717 | 2011 OL15                | 26 luglio 2011    | Pan-STARRS                          |
| 729718 | 2011 OK18                | 25 luglio 2011    | Pan-STARRS                          |
| 729719 | 2011 OE21                | 25 luglio 2011    | Pan-STARRS                          |
| 729720 | 2011 OJ22                | 12 giugno 2011    | Mount Lemmon Survey                 |
| 729721 | 2011 OF23                | 12 settembre 2004 | Spacewatch                          |
| 729722 | 2011 OO23                | 23 marzo 2010     | Mount Lemmon Survey                 |
| 729723 | 2011 OP27                | 28 luglio 2011    | Pan-STARRS                          |
| 729724 | 2011 OY28                | 28 luglio 2011    | Pan-STARRS                          |
| 729725 | 2011 OG29                | 29 luglio 2011    | SSS                                 |
| 729726 | 2011 OC30                | 13 agosto 2007    | PMO NEO                             |
| 729727 | 2011 OH30                | 9 marzo 2003      | Kitt Peak Obs.                      |
| 729728 | 2011 OB32                | 26 gennaio 2009   | Mount Lemmon Survey                 |
| 729729 | 2011 OJ40                | 13 settembre 2007 | CSS                                 |
| 729730 | 2011 OG42                | 26 maggio 2007    | Mount Lemmon Survey                 |
| 729731 | 2011 OK42                | 4 ottobre 2002    | NEAT                                |
| 729732 | 2011 OY42                | 19 febbraio 2010  | Spacewatch                          |
| 729733 | 2011 OC43                | 3 settembre 2007  | CSS                                 |
| 729734 | 2011 OP43                | 27 gennaio 2010   | WISE                                |
| 729735 | 2011 OF44                | 23 maggio 2001    | J. L. Elliot, L. H. Wasserman       |
| 729736 | 2011 OF45                | 26 luglio 2011    | Pan-STARRS                          |
| 729737 | 2011 OQ47                | 18 settembre 2007 | Spacewatch                          |
| 729738 | 2011 OS50                | 12 aprile 2010    | Mount Lemmon Survey                 |
| 729739 | 2011 OO51                | 27 giugno 2011    | Spacewatch                          |
| 729740 | 2011 OU52                | 25 marzo 2010     | Mount Lemmon Survey                 |
| 729741 | 2011 OX56                | 16 dicembre 2004  | CSS                                 |
| 729742 | 2011 OC58                | 11 agosto 2007    | SSS                                 |
| 729743 | 2011 OG61                | 26 settembre 2012 | Pan-STARRS                          |
| 729744 | 2011 OU62                | 18 gennaio 2015   | Pan-STARRS                          |
| 729745 | 2011 OD70                | 26 luglio 2011    | Pan-STARRS                          |
| 729746 | 2011 OS70                | 28 luglio 2011    | Pan-STARRS                          |
| 729747 | 2011 OY71                | 28 luglio 2011    | Pan-STARRS                          |
| 729748 | 2011 OU72                | 28 luglio 2011    | Pan-STARRS                          |
| 729749 | 2011 OZ72                | 28 luglio 2011    | Pan-STARRS                          |
| 729750 | 2011 PT2                 | 8 ottobre 2007    | Mount Lemmon Survey                 |
| 729751 | 2011 PZ2                 | 6 luglio 2006     | LUSS                                |
| 729752 | 2011 PG3                 | 1 agosto 2011     | Pan-STARRS                          |
| 729753 | 2011 PR10                | 25 settembre 2007 | Mount Lemmon Survey                 |
| 729754 | 2011 PU11                | 26 aprile 2010    | Mount Lemmon Survey                 |
| 729755 | 2011 PD14                | 29 settembre 2000 | LONEOS                              |
| 729756 | 2011 PW15                | 11 settembre 2014 | Pan-STARRS                          |
| 729757 | 2011 PN18                | 11 novembre 2016  | Mount Lemmon Survey                 |
| 729758 | 2011 PQ20                | 10 aprile 2010    | WISE                                |
| 729759 | 2011 QX                  | 12 gennaio 2010   | WISE                                |
| 729760 | 2011 QD3                 | 19 agosto 2011    | Pan-STARRS                          |
| 729761 | 2011 QE6                 | 27 settembre 2003 | Spacewatch                          |
| 729762 | 2011 QL8                 | 3 luglio 2011     | L. Elenin                           |
| 729763 | 2011 QA15                | 8 marzo 2005      | Mount Lemmon Survey                 |
| 729764 | 2011 QH15                | 22 dicembre 2008  | Spacewatch                          |
| 729765 | 2011 QO16                | 23 agosto 2011    | D. R. Skillman                      |
| 729766 | 2011 QJ18                | 24 agosto 2011    | Pan-STARRS                          |
| 729767 | 2011 QF19                | 14 settembre 2007 | Mount Lemmon Survey                 |
| 729768 | 2011 QH22                | 3 dicembre 2005   | Osservatorio di Mauna Kea           |
| 729769 | 2011 QJ23                | 8 luglio 2005     | Spacewatch                          |
| 729770 | 2011 QU24                | 4 ottobre 2002    | SDSS Collaboration                  |
| 729771 | 2011 QY26                | 28 luglio 2011    | Pan-STARRS                          |
| 729772 | 2011 QY31                | 6 novembre 2002   | NEAT                                |
| 729773 | 2011 QU34                | 19 agosto 2006    | NEAT                                |
| 729774 | 2011 QV35                | 27 luglio 2005    | SSS                                 |
| 729775 | 2011 QA36                | 25 agosto 2011    | Osservatorio astronomico di Maiorca |
| 729776 | 2011 QN36                | 17 marzo 2005     | CSS                                 |
| 729777 | 2011 QJ39                | 6 agosto 2004     | NEAT                                |
| 729778 | 2011 QO40                | 29 agosto 2011    | T. V. Kryachko, B. Satovskij        |
| 729779 | 2011 QA41                | 12 maggio 2010    | Spacewatch                          |
| 729780 | 2011 QN43                | 19 marzo 2010     | Mount Lemmon Survey                 |
| 729781 | 2011 QD47                | 30 agosto 2011    | Spacewatch                          |
| 729782 | 2011 QW47                | 18 settembre 1996 | NEAT                                |
| 729783 | 2011 QB52                | 7 gennaio 2010    | Mount Lemmon Survey                 |
| 729784 | 2011 QV53                | 24 agosto 2011    | Pan-STARRS                          |
| 729785 | 2011 QY55                | 23 agosto 2011    | Pan-STARRS                          |
| 729786 | 2011 QV56                | 28 agosto 2011    | Pan-STARRS                          |
| 729787 | 2011 QE58                | 30 agosto 2011    | Pan-STARRS                          |
| 729788 | 2011 QH59                | 19 ottobre 2003   | SDSS Collaboration                  |
| 729789 | 2011 QA64                | 31 agosto 2011    | Pan-STARRS                          |
| 729790 | 2011 QW65                | 24 agosto 2011    | Pan-STARRS                          |
| 729791 | 2011 QG66                | 31 luglio 2005    | NEAT                                |
| 729792 | 2011 QA70                | 18 dicembre 2007  | Mount Lemmon Survey                 |
| 729793 | 2011 QQ70                | 25 agosto 2011    | Osservatorio astronomico di Maiorca |
| 729794 | 2011 QF73                | 18 agosto 2011    | Pan-STARRS                          |
| 729795 | 2011 QS76                | 7 ottobre 2004    | Spacewatch                          |
| 729796 | 2011 QX78                | 15 settembre 2007 | Mount Lemmon Survey                 |
| 729797 | 2011 QW85                | 25 agosto 2011    | L. Elenin                           |
| 729798 | 2011 QF86                | 5 maggio 2010     | Mount Lemmon Survey                 |
| 729799 | 2011 QT87                | 14 aprile 2010    | Mount Lemmon Survey                 |
| 729800 | 2011 QN88                | 22 ottobre 2006   | Mount Lemmon Survey                 |

## 729801–729900
| Nome   | Designazione provvisoria | Data di scoperta  | Scopritore            |
| ------ | ------------------------ | ----------------- | --------------------- |
| 729801 | 2011 QD96                | 3 maggio 2005     | Spacewatch            |
| 729802 | 2011 QE97                | 28 giugno 2005    | NEAT                  |
| 729803 | 2011 QT99                | 20 agosto 2011    | Pan-STARRS            |
| 729804 | 2011 QC101               | 24 novembre 2012  | Spacewatch            |
| 729805 | 2011 QA106               | 8 febbraio 2010   | WISE                  |
| 729806 | 2011 QG107               | 20 agosto 2011    | Pan-STARRS            |
| 729807 | 2011 QT107               | 19 aprile 2010    | WISE                  |
| 729808 | 2011 QF110               | 20 agosto 2011    | Pan-STARRS            |
| 729809 | 2011 QW116               | 24 agosto 2011    | Pan-STARRS            |
| 729810 | 2011 RL1                 | 28 agosto 2011    | Y. Ivaščenko          |
| 729811 | 2011 RK4                 | 18 luglio 2006    | SSS                   |
| 729812 | 2011 RC9                 | 24 maggio 2006    | Spacewatch            |
| 729813 | 2011 RJ20                | 6 aprile 2002     | Cerro Tololo Obs.     |
| 729814 | 2011 RB29                | 8 settembre 2011  | Pan-STARRS            |
| 729815 | 2011 RV31                | 2 settembre 2011  | R. Holmes             |
| 729816 | 2011 RP32                | 4 settembre 2011  | Pan-STARRS            |
| 729817 | 2011 SM4                 | 14 settembre 2007 | Mount Lemmon Survey   |
| 729818 | 2011 SE7                 | 18 settembre 2011 | Spacewatch            |
| 729819 | 2011 SH7                 | 18 settembre 2011 | Mount Lemmon Survey   |
| 729820 | 2011 SL8                 | 17 marzo 2009     | Spacewatch            |
| 729821 | 2011 SF14                | 15 luglio 2005    | Mount Lemmon Survey   |
| 729822 | 2011 SR15                | 19 settembre 2011 | Mount Lemmon Survey   |
| 729823 | 2011 SM16                | 13 settembre 2007 | Mount Lemmon Survey   |
| 729824 | 2011 SK20                | 20 settembre 2011 | Pan-STARRS            |
| 729825 | 2011 SW29                | 30 giugno 2005    | NEAT                  |
| 729826 | 2011 ST31                | 6 febbraio 2002   | R. Millis, M. W. Buie |
| 729827 | 2011 SC32                | 24 maggio 2006    | Osservatorio Jarnac   |
| 729828 | 2011 SE33                | 11 novembre 2004  | Spacewatch            |
| 729829 | 2011 SB37                | 17 ottobre 2003   | SDSS Collaboration    |
| 729830 | 2011 SG39                | 21 settembre 2011 | Spacewatch            |
| 729831 | 2011 SP39                | 21 aprile 2010    | SSS                   |
| 729832 | 2011 SG41                | 2 settembre 2011  | Pan-STARRS            |
| 729833 | 2011 SB49                | 2 ottobre 1999    | Spacewatch            |
| 729834 | 2011 SG49                | 2 settembre 2011  | Pan-STARRS            |
| 729835 | 2011 SZ49                | 18 settembre 2011 | Mount Lemmon Survey   |
| 729836 | 2011 SK53                | 29 settembre 1995 | Spacewatch            |
| 729837 | 2011 SW55                | 17 dicembre 2007  | Mount Lemmon Survey   |
| 729838 | 2011 SY55                | 1 febbraio 2009   | Spacewatch            |
| 729839 | 2011 SD57                | 3 marzo 2009      | Spacewatch            |
| 729840 | 2011 SL61                | 20 settembre 2011 | Pan-STARRS            |
| 729841 | 2011 SX61                | 18 settembre 2011 | Mount Lemmon Survey   |
| 729842 | 2011 SG62                | 2 settembre 2011  | Pan-STARRS            |
| 729843 | 2011 SZ63                | 2 marzo 2009      | Mount Lemmon Survey   |
| 729844 | 2011 SZ69                | 24 settembre 2011 | Pan-STARRS            |
| 729845 | 2011 SK73                | 28 agosto 2005    | LONEOS                |
| 729846 | 2011 SU76                | 16 settembre 2003 | Spacewatch            |
| 729847 | 2011 SM78                | 10 novembre 2004  | Spacewatch            |
| 729848 | 2011 SW90                | 12 settembre 2001 | Spacewatch            |
| 729849 | 2011 SP91                | 1 settembre 2005  | NEAT                  |
| 729850 | 2011 SO92                | 1 ottobre 2002    | LONEOS                |
| 729851 | 2011 SN93                | 31 agosto 2011    | Pan-STARRS            |
| 729852 | 2011 SO93                | 7 ottobre 2007    | Spacewatch            |
| 729853 | 2011 SU96                | 21 ottobre 2008   | Spacewatch            |
| 729854 | 2011 SS101               | 24 settembre 2011 | Mount Lemmon Survey   |
| 729855 | 2011 ST101               | 9 ottobre 2007    | Mount Lemmon Survey   |
| 729856 | 2011 SG103               | 11 settembre 2002 | NEAT                  |
| 729857 | 2011 SQ111               | 10 luglio 2010    | WISE                  |
| 729858 | 2011 SF112               | 1 luglio 2011     | Mount Lemmon Survey   |
| 729859 | 2011 SG112               | 19 gennaio 2001   | Spacewatch            |
| 729860 | 2011 SM114               | 20 settembre 2011 | CSS                   |
| 729861 | 2011 SN115               | 25 settembre 2005 | NEAT                  |
| 729862 | 2011 SQ121               | 11 aprile 2004    | NEAT                  |
| 729863 | 2011 SA122               | 5 ottobre 2002    | SDSS Collaboration    |
| 729864 | 2011 SA124               | 23 settembre 2011 | Spacewatch            |
| 729865 | 2011 SZ125               | 12 maggio 2010    | WISE                  |
| 729866 | 2011 SX126               | 6 settembre 2002  | LINEAR                |
| 729867 | 2011 SK128               | 17 settembre 2001 | Spacewatch            |
| 729868 | 2011 SH131               | 23 settembre 2011 | Pan-STARRS            |
| 729869 | 2011 SY131               | 23 settembre 2011 | Pan-STARRS            |
| 729870 | 2011 SZ134               | 18 settembre 2011 | Mount Lemmon Survey   |
| 729871 | 2011 ST136               | 30 agosto 2005    | NEAT                  |
| 729872 | 2011 SH138               | 2 marzo 2009      | Spacewatch            |
| 729873 | 2011 SP140               | 23 settembre 2011 | Pan-STARRS            |
| 729874 | 2011 SD141               | 2 novembre 2007   | Spacewatch            |
| 729875 | 2011 SC147               | 26 settembre 2011 | Mount Lemmon Survey   |
| 729876 | 2011 SJ150               | 26 settembre 2011 | Pan-STARRS            |
| 729877 | 2011 ST152               | 4 aprile 2005     | Spacewatch            |
| 729878 | 2011 SN155               | 8 novembre 2007   | Spacewatch            |
| 729879 | 2011 SD156               | 26 settembre 2011 | Pan-STARRS            |
| 729880 | 2011 SW159               | 19 agosto 2006    | NEAT                  |
| 729881 | 2011 SV161               | 12 settembre 1994 | Spacewatch            |
| 729882 | 2011 SQ162               | 5 dicembre 2007   | Mount Lemmon Survey   |
| 729883 | 2011 SO166               | 26 settembre 2011 | Mount Lemmon Survey   |
| 729884 | 2011 SB167               | 28 settembre 2011 | L. Bernasconi         |
| 729885 | 2011 SQ168               | 19 novembre 2007  | Spacewatch            |
| 729886 | 2011 SQ173               | 8 novembre 2007   | Spacewatch            |
| 729887 | 2011 SM177               | 10 febbraio 2008  | Spacewatch            |
| 729888 | 2011 SS177               | 8 ottobre 1999    | Spacewatch            |
| 729889 | 2011 SZ177               | 20 aprile 2010    | WISE                  |
| 729890 | 2011 SS178               | 17 ottobre 1995   | Spacewatch            |
| 729891 | 2011 SU179               | 26 settembre 2011 | Spacewatch            |
| 729892 | 2011 SW179               | 8 marzo 2005      | Mount Lemmon Survey   |
| 729893 | 2011 SG182               | 9 luglio 2011     | Pan-STARRS            |
| 729894 | 2011 SV182               | 11 dicembre 2004  | Spacewatch            |
| 729895 | 2011 SZ184               | 26 settembre 2011 | Spacewatch            |
| 729896 | 2011 SX190               | 10 settembre 2002 | NEAT                  |
| 729897 | 2011 SF195               | 4 agosto 2005     | NEAT                  |
| 729898 | 2011 SJ199               | 19 novembre 2007  | Spacewatch            |
| 729899 | 2011 SO199               | 18 settembre 2011 | Mount Lemmon Survey   |
| 729900 | 2011 SP200               | 18 settembre 2011 | Mount Lemmon Survey   |

## 729901–730000
| Nome   | Designazione provvisoria | Data di scoperta  | Scopritore          |
| ------ | ------------------------ | ----------------- | ------------------- |
| 729901 | 2011 SZ200               | 27 agosto 2011    | Pan-STARRS          |
| 729902 | 2011 SF206               | 20 settembre 2011 | Pan-STARRS          |
| 729903 | 2011 SG206               | 24 gennaio 2010   | WISE                |
| 729904 | 2011 SM208               | 18 aprile 2009    | Mount Lemmon Survey |
| 729905 | 2011 SF216               | 4 settembre 2011  | Spacewatch          |
| 729906 | 2011 SG216               | 20 settembre 2011 | Pan-STARRS          |
| 729907 | 2011 SU217               | 2 ottobre 2006    | Mount Lemmon Survey |
| 729908 | 2011 SO220               | 17 marzo 2009     | Spacewatch          |
| 729909 | 2011 SW223               | 20 aprile 2007    | Mount Lemmon Survey |
| 729910 | 2011 SY224               | 4 settembre 2011  | Pan-STARRS          |
| 729911 | 2011 SG226               | 25 febbraio 2009  | F. Hormuth          |
| 729912 | 2011 SH232               | 30 settembre 2011 | K. Sárneczky        |
| 729913 | 2011 SG235               | 3 aprile 2010     | WISE                |
| 729914 | 2011 SP236               | 26 settembre 2011 | Mount Lemmon Survey |
| 729915 | 2011 SZ238               | 26 settembre 2011 | Mount Lemmon Survey |
| 729916 | 2011 SN242               | 26 settembre 2011 | Mount Lemmon Survey |
| 729917 | 2011 SH243               | 26 settembre 2011 | Pan-STARRS          |
| 729918 | 2011 SC244               | 26 settembre 2011 | Pan-STARRS          |
| 729919 | 2011 SE244               | 26 settembre 2011 | Pan-STARRS          |
| 729920 | 2011 SL246               | 3 novembre 2007   | Spacewatch          |
| 729921 | 2011 SY250               | 26 luglio 2005    | NEAT                |
| 729922 | 2011 SP251               | 28 febbraio 2009  | Spacewatch          |
| 729923 | 2011 SL253               | 29 agosto 2005    | Spacewatch          |
| 729924 | 2011 SP255               | 19 novembre 2007  | Spacewatch          |
| 729925 | 2011 SX258               | 18 dicembre 2007  | Spacewatch          |
| 729926 | 2011 SQ261               | 26 settembre 2011 | Pan-STARRS          |
| 729927 | 2011 SD270               | 25 settembre 1998 | Spacewatch          |
| 729928 | 2011 SS271               | 8 ottobre 2008    | Spacewatch          |
| 729929 | 2011 SN272               | 21 settembre 2011 | Pan-STARRS          |
| 729930 | 2011 SE274               | 13 giugno 2010    | WISE                |
| 729931 | 2011 SA278               | 21 settembre 2011 | Spacewatch          |
| 729932 | 2011 SO280               | 29 settembre 2011 | Spacewatch          |
| 729933 | 2011 SD281               | 20 aprile 2009    | Mount Lemmon Survey |
| 729934 | 2011 SR281               | 24 settembre 2011 | Pan-STARRS          |
| 729935 | 2011 SU281               | 30 settembre 2011 | Spacewatch          |
| 729936 | 2011 SR283               | 30 settembre 2011 | Spacewatch          |
| 729937 | 2011 SG284               | 21 settembre 2011 | Mount Lemmon Survey |
| 729938 | 2011 SL288               | 10 gennaio 2014   | Mount Lemmon Survey |
| 729939 | 2011 SM295               | 8 luglio 2010     | WISE                |
| 729940 | 2011 SB302               | 30 settembre 2011 | Spacewatch          |
| 729941 | 2011 SZ307               | 20 settembre 2011 | Mount Lemmon Survey |
| 729942 | 2011 SV308               | 30 settembre 2011 | Spacewatch          |
| 729943 | 2011 SB309               | 20 settembre 2011 | Pan-STARRS          |
| 729944 | 2011 SW311               | 23 settembre 2011 | Pan-STARRS          |
| 729945 | 2011 SH312               | 26 settembre 2011 | Mount Lemmon Survey |
| 729946 | 2011 SP314               | 28 settembre 2011 | Mount Lemmon Survey |
| 729947 | 2011 SS317               | 26 settembre 2011 | Mount Lemmon Survey |
| 729948 | 2011 SL320               | 24 settembre 2011 | Pan-STARRS          |
| 729949 | 2011 SS321               | 29 settembre 2011 | Mount Lemmon Survey |
| 729950 | 2011 SS322               | 24 settembre 2011 | Pan-STARRS          |
| 729951 | 2011 SV322               | 26 settembre 2011 | Mount Lemmon Survey |
| 729952 | 2011 SS324               | 26 settembre 2011 | Spacewatch          |
| 729953 | 2011 SV325               | 26 settembre 2011 | Pan-STARRS          |
| 729954 | 2011 TT6                 | 13 aprile 2010    | WISE                |
| 729955 | 2011 TT12                | 17 novembre 2006  | Spacewatch          |
| 729956 | 2011 TW14                | 9 aprile 2010     | CSS                 |
| 729957 | 2011 TE15                | 1 ottobre 2011    | Mount Lemmon Survey |
| 729958 | 2011 TQ20                | 1 ottobre 2011    | Spacewatch          |
| 729959 | 2011 UN1                 | 1 aprile 2009     | Spacewatch          |
| 729960 | 2011 UE5                 | 22 settembre 2011 | Spacewatch          |
| 729961 | 2011 UX6                 | 18 ottobre 2011   | Mount Lemmon Survey |
| 729962 | 2011 UW14                | 1 ottobre 2011    | Spacewatch          |
| 729963 | 2011 UU15                | 5 agosto 2002     | NEAT                |
| 729964 | 2011 UL18                | 23 settembre 2011 | Spacewatch          |
| 729965 | 2011 UC21                | 19 ottobre 2011   | Pan-STARRS          |
| 729966 | 2011 US21                | 17 dicembre 2003  | Spacewatch          |
| 729967 | 2011 UE22                | 7 ottobre 2007    | Spacewatch          |
| 729968 | 2011 UJ25                | 8 ottobre 1994    | Spacewatch          |
| 729969 | 2011 UX25                | 5 ottobre 2002    | SDSS Collaboration  |
| 729970 | 2011 UY29                | 18 ottobre 2011   | Mount Lemmon Survey |
| 729971 | 2011 UJ37                | 29 agosto 2005    | NEAT                |
| 729972 | 2011 UG45                | 17 giugno 2010    | Mount Lemmon Survey |
| 729973 | 2011 UJ47                | 9 luglio 2002     | NEAT                |
| 729974 | 2011 UN50                | 2 ottobre 2006    | Mount Lemmon Survey |
| 729975 | 2011 UG51                | 20 settembre 2007 | Spacewatch          |
| 729976 | 2011 UH56                | 18 ottobre 2011   | Mount Lemmon Survey |
| 729977 | 2011 UZ59                | 1 dicembre 2008   | Spacewatch          |
| 729978 | 2011 UB60                | 21 ottobre 2011   | Mount Lemmon Survey |
| 729979 | 2011 UW60                | 13 giugno 2005    | Mount Lemmon Survey |
| 729980 | 2011 UK66                | 10 ottobre 2002   | SDSS Collaboration  |
| 729981 | 2011 UZ69                | 26 gennaio 2010   | WISE                |
| 729982 | 2011 UN70                | 23 ottobre 2003   | SDSS Collaboration  |
| 729983 | 2011 US74                | 20 settembre 2011 | Mount Lemmon Survey |
| 729984 | 2011 UZ75                | 1 settembre 2005  | NEAT                |
| 729985 | 2011 UD76                | 17 dicembre 2007  | Mount Lemmon Survey |
| 729986 | 2011 UG76                | 19 ottobre 2011   | Spacewatch          |
| 729987 | 2011 UD77                | 28 settembre 2006 | Mount Lemmon Survey |
| 729988 | 2011 UN85                | 30 luglio 2005    | NEAT                |
| 729989 | 2011 UH87                | 9 marzo 2005      | Mount Lemmon Survey |
| 729990 | 2011 UY91                | 27 giugno 2005    | NEAT                |
| 729991 | 2011 UT92                | 18 ottobre 2011   | Mount Lemmon Survey |
| 729992 | 2011 UP95                | 11 settembre 2002 | AMOS                |
| 729993 | 2011 UR96                | 19 ottobre 2011   | Mount Lemmon Survey |
| 729994 | 2011 UU105               | 22 ottobre 2011   | Mount Lemmon Survey |
| 729995 | 2011 UB107               | 19 ottobre 2011   | Pan-STARRS          |
| 729996 | 2011 UB109               | 10 marzo 2008     | SSS                 |
| 729997 | 2011 UV109               | 11 novembre 2006  | Spacewatch          |
| 729998 | 2011 UB110               | 11 ottobre 2006   | NEAT                |
| 729999 | 2011 UQ126               | 30 ottobre 2007   | Mount Lemmon Survey |
| 730000 | 2011 UB128               | 20 ottobre 2011   | Mount Lemmon Survey |